# 沃恩巴赫河 (陶伯河支流)
49°18′35.17″N 10°11′5.64″E / 49.3097694°N 10.1849000°E
沃恩巴赫河是德國的河流，位於該國東南部，由巴伐利亞負責管轄，屬於陶伯河的右支流，河道全長8.4公里，流域面積16.7平方公里，發源自希靈斯菲斯特東北面，河口處在迪巴赫。